# Laboulbenia macrotheca
Laboulbenia macrotheca är en svampart som tillhör divisionen sporsäcksvampar, och som beskrevs av Roland Thaxter. Laboulbenia macrotheca ingår i släktet Laboulbenia, och familjen Laboulbeniaceae. Arten är reproducerande i Sverige.